# Nieczajew (obwód kurski)
Nieczajew (ros. Нечаев) – osiedle typu wiejskiego w zachodniej Rosji, w sielsowiecie bolszesołdatskim rejonu bolszesołdatskiego w obwodzie kurskim.

## Geografia
Miejscowość położona jest 10 km od centrum administracyjnego sielsowietu bolszesołdatskiego i całego rejonu (Bolszoje Sołdatskoje), 71 km od Kurska.
W granicach miejscowości znajduje się ulica: Lesnaja.

## Demografia
W 2010 r. miejscowość zamieszkiwało 6 osób.